# Сушак (Ілірська Бистриця)
Сушак (словен. Sušak) — поселення в общині Ілірська Бистриця, Регіон Нотрансько-крашка, Словенія. Висота над рівнем моря: 512 м.